# Instituto Peruano del Deporte
El Instituto Peruano del Deporte (IPD) es el ente estatal rector de las actividades deportivas en Perú. Fue fundado el 12 de junio de 1981 como sucesor del Instituto Nacional de Recreación, Educación Física y Deportes.
Es un organismo público descentralizado adscrito al Ministerio de Educación del Perú. Está compuesto por las federaciones de cada deporte y conformado por las direcciones regionales, además se encarga de programar y ejecutar la política deportiva en todas las disciplinas reconocidas.

## Historia

### Evolución
La organización del deporte peruano data oficialmente del 28 de abril de 1920, cuando el entonces presidente de la República, Augusto B. Leguía, reconoció oficialmente a la Federación Atlética Deportiva del Perú, encargándole la realización y organización de los planes a Alfredo Benavides Diez-Canseco, presidente de la primera institución oficial del deporte nacional.
El 8 de setiembre de 1921, se dicta la Ley de “Estructuración del Deporte Nacional”, donde se establecieron normas concordantes con los fines propuestos por la Federación Atlética Deportiva del Perú. En 1938, el presidente de la República, mariscal Oscar R. Benavides, promulga mediante Ley N.º  6741, la creación del Comité Nacional de Deportes, con la cual se da un gran salto hacia la modernización deportiva en el campo competitivo. 
El 16 de setiembre de 1969, el general Juan Velasco Alvarado, mediante la Ley n.º  17817 promulga la “Ley Orgánica del Deporte Nacional” y cinco años después, el 12 de marzo de 1974, mediante Decreto Ley n.º 20555, se crea el Instituto Nacional de Recreación, Educación Física y Deportes (INRED), delineado una nueva estructura de la actividad deportiva nacional, fomentando la participación principista de la población nacional, siendo eso lo claro en la época. 
El 12 de junio de 1981, se expide el Decreto Legislativo n.º 135, que modifica el nombre de INRED por el del Instituto Peruano del Deporte (IPD), decreto rubricado por el presidente de la República, arquitecto Fernando Belaúnde Terry. En 1982, se fundó el Centro Educativo Deportivo Experimental para forjar deportistas de alto rendimiento. En 1985, el presidente Belaúnde Terry promulga el Decreto Legislativo n.º 328 que da paso a la nueva Ley General del Deporte. 
Posteriormente, el presidente Alan García Pérez, con Decreto Supremo n.º 070-86-ED, aprueba el reglamento de esta ley. En la actualidad el deporte peruano se rige por la Ley n.º 28036, Ley de Promoción y Desarrollo del Deporte, promulgada el 24 de julio del 2003 por el presidente Alejandro Toledo Manrique. Mediante esta ley el IPD se constituye como un Organismo Público Descentralizado adscrito al Ministerio de Educación. 
En 2019, se creó el Proyecto Especial Legado para garantizar el mantenimiento de las principales infraestructuras deportivas del país tras la finalización de los Juegos Panamericanos de ese año. Se destinaron 140 millones de soles anuales a las cinco sedes, que contaron con un total de 28 subsedes y 88 campos deportivos y fueron gestionados de manera autónoma. Permaneció hasta 2025, año en que se declaró su extinción y toda la infraestructura pasó a manos del ente original, en medio de un caso de corrupción del mismo denominado «Los Waykis en la Sombra».

### Programa de Apoyo al Deportista
El IPD cuenta desde 2014 con el Programa de Apoyo al Deportista (PAD), un fondo destinado a apoyar a los deportistas cualificados (que cuentan con calificación estándar o de alto nivel). En 2019, contó con un presupuesto de 11.2 millones de soles.
El programa destina una subvención económica en función de su relevancia. Sin embargo, al no existir una política de promoción de deportistas en el país, se ha criticado la falta de una subvención apropiada para cubrir los costes de participar en un mundial o en unos Juegos Olímpicos. De hecho, algunas personas han denunciado que el Estado dejó de apoyarlas, en especial a disciplinas ajenas al fútbol masculino y vóley femenino. En un mensaje de 2019, la exdeportista Natalia Málaga informó de que 190 deportistas dejaron de recibir la financiación del programa, muchos de ellos participantes en los Juegos Panamericanos Lima 2019. En 2022, el diario La República informó de que 90 deportistas habían sido excluidos del programa.
En 2024, el titular del IPD, Federico Tong, señaló que el PAD se reestructuraría y que contaría con el Programa de Nuevos Talentos Deportivos para ayudar a deportistas con potencial profesional.

## Funciones
De acuerdo con la Ley de Promoción y Desarrollo del Deporte, las funciones del Instituto Peruano del Deporte son:
- Formular, planificar y dirigir la política deportiva, recreativa y de educación física.
- Formular y aprobar su presupuesto y plan de inversiones.
- Formular, aprobar y supervisar el Plan Nacional del Deporte. Así como supervisar su cumplimiento.
- Coordinar con el Consejo del Deporte Escolar los planes de acción para el desarrollo y promoción de la actividad física y el deporte escolar.
- Promover la formación y capacitación de deportistas, técnicos, dirigentes, profesionales del deporte y agentes deportivos.
- Promover la participación activa de la empresa privada en la promoción y desarrollo de la recreación y del deporte en sus diferentes disciplinas y modalidades.
- Promover y coordinar con los Gobiernos Locales, Gobiernos Regionales, Universidades, Institutos Superiores, Escuelas de las Fuerzas Armadas, la Policía Nacional del Perú, Centros Educativos y Centros Laborales, Comunidades Campesinas y Nativas la realización de actividades deportivas, recreativas y de educación física en su respectivo ámbito.
- Reconocer a las Federaciones Deportivas Nacionales que cumplan los requisitos de ley.
- Suscribir convenios de cooperación técnico-deportivos y económicos a nivel nacional e internacional para el desarrollo del deporte, la recreación y educación física en sus diferentes disciplinas y modalidades, de acuerdo a ley.
- Promover la implementación de infraestructura, accesos y equipos adecuados para la participación deportiva, recreativa y de educación física de personas con discapacidad física y mental.
- Promover e impulsar medidas de prevención y control del uso de sustancias prohibidas y métodos no reglamentarios destinados a aumentar artificialmente la capacidad física del deportista, de acuerdo a la normatividad nacional e internacional del deporte.
- Implementar, desarrollar y mantener actualizado el Registro Nacional del Deporte.
- Aceptar donaciones y legados de personas e instituciones nacionales y extranjeras.
- Adquirir bienes muebles e inmuebles para el cumplimiento de sus fines.
- Formular y proponer estímulos e incentivos a la inversión de los sectores privado y público por el auspicio y promoción a las actividades físicas, recreativas y deportivas a nivel local, regional y nacional.
- Regular el uso de los símbolos deportivos nacionales.
- Crear Centros de Alto Rendimiento.
- Autorizar y regular la cesión en uso de los bienes y la concesión de la infraestructura deportiva con fines de rehabilitación, mantenimiento y construcción de infraestructura de conformidad con lo dispuesto en la presente Ley.
- Elaborar y proponer iniciativas legislativas, reglamentarias y administrativas para la promoción y desarrollo de la actividad física, recreación y el deporte a nivel local, regional y nacional.

## Presidentes
Lista cronológica de todos los presidentes:
| Periodo                                                               | Nombre                         |
| --------------------------------------------------------------------- | ------------------------------ |
| Federación Atlética Deportiva del Perú (FADP)                         |                                |
| 1920                                                                  | Alfredo Benavides Diez-Canseco |
| Comité Nacional del Deporte (CND)                                     |                                |
| 1938-1941                                                             | Eduardo Dibos Dammert          |
| 1941-1946                                                             | Miguel Dasso Hoke              |
| 1946-1948                                                             | Alejandro Carrillo Rocha       |
| 1949-1952                                                             | Leopoldo Molinari Balbuena     |
| 1952                                                                  | Juan Sedo Gonzales Del Valle   |
| 1952-1955                                                             | Alfredo Hohagen Diez Canseco   |
| 1955                                                                  | Eduardo Astengo Campodónico    |
| 1956-1962                                                             | Luis Marrou Correa             |
| 1963-1964                                                             | Alfredo Hohagen Diez Canseco   |
| 1965                                                                  | Guillermo Griffiths Escardo    |
| 1965-1968                                                             | Victor Nagaro Bianchi          |
| Consejo Nacional del Deporte (CND)                                    |                                |
| 1968-1973                                                             | Javier Aramburú Menchaca       |
| 1973-1974                                                             | Eduardo Guinea Fernández       |
| Instituto Nacional de Recreación, Educación Física y Deportes (INRED) |                                |
| 1974-1977                                                             | Guillermo Toro Lira Vásquez    |
| 1977-1979                                                             | Luciano Cuneo Marsigli         |
| 1979-1980                                                             | Augusto Gálvez Velarde         |
| Instituto Peruano del Deporte (IPD)                                   |                                |
| 1980-1983                                                             | Victor Nagaro Bianchi          |
| 1983-1984                                                             | Alberto Musso Vento            |
| 1985                                                                  | Rodolfo Cremer Nicoli          |
| 1985-1987                                                             | Victor Castagnola Maldonado    |
| 1987-1989                                                             | Gerardo Maruy Takayama         |
| 1990                                                                  | Michel Azcueta Gorostiza       |
| 1990-1991                                                             | Luis Pigati Prado              |
| 1991                                                                  | Miguel Daneri Pérez            |
| 1992-1996                                                             | Enrique Otero Navarro          |
| 1996                                                                  | Arturo Woodman Pollitt         |
| 1996-1997                                                             | Esperanza Jiménez Pérez        |
| 1997                                                                  | Guillermo Wong Miranda         |
| 1997-1999                                                             | Manuel Forero Vargas           |
| 1999                                                                  | Ángel Galli Álvarez            |
| 1999-2001                                                             | Teófilo Cubillas Arizaga       |
| 2001-2003                                                             | Eduardo Schiantarelli Sormani  |
| 2003-2006                                                             | Iván Dibós Mier                |
| 2006-2011                                                             | Arturo Woodman Pollitt         |
| 2011-2014                                                             | Francisco Boza Dibós           |
| 2014-2016                                                             | Saúl Barrera Ayala             |
| 2016-2018                                                             | Óscar Fernández Cáceres        |
| 2019                                                                  | Sebastián Suito López          |
| 2019-2022                                                             | Gustavo San Martín Castillo    |
| 2022                                                                  | Julio Rivera Gonzales          |
| 2022                                                                  | Rubén Trujillo Mejía           |
| 2022                                                                  | Máximo Pérez Zevallos          |
| 2022-2023                                                             | Juan Carlos Huerta Chávarry    |
| 2023-2024                                                             | Guido Flores Marchán           |
| 2024                                                                  | Federico Tong Hurtado          |

## Deportes federados
Según El Comercio, hay 60 federaciones adscritas al IPD. Cabe destacar que en 2019 solo la Federación Peruana de Fútbol es económicamente autosuficiente, por lo que el resto depende del dinero del Estado.
- Federación Peruana de Actividades Subacuáticas.
- Federación Aerodeportiva del Perú.
- Federación Peruana de Ajedrez.
- Federación Peruana Amateur de Sambo.
- Federación Peruana de Andinismo y Deportes de invierno.
- Federación Peruana de Atletismo.
- Federación Peruana de Automovilismo Deportivo.
- Federación Peruana de Bádminton.
- Federación Peruana de Balonmano.
- Federación Peruana de Básquetbol
- Federación Peruana de Béisbol.
- Federación Peruana de Billar.
- Federación Peruana de Bochas.
- Federación Peruana de Bowling.
- Federación Peruana de Boxeo.
- Federación Peruana de Bridge.
- Federación Peruana de Canotaje.
- Federación Peruana de Ciclismo.
- Federación Peruana de Deportes Ecuestres.
- Federación Peruana de Escalada.
- Federación Peruana de Esgrima.
- Federación Peruana de Esquí Acuático.
- Federación Peruana de Físico-Culturismo y Fitness.
- Federación Peruana de Fútbol.
- Federación Deportiva Peruana de Fútbol Americano.
- Federación Peruana de Gimnasia.
- Federación Peruana de Golf.
- Federación Peruana de Hockey.
- Federación Peruana de Judo.
- Federación Peruana de Karate.
- Federación Peruana de Kartismo.
- Federación Peruana de Kick Boxing.
- Federación Peruana de Kung Fu.
- Federación Peruana de Levantamiento de Pesas.
- Federación Peruana de Levantamiento de Potencia.
- Federación Peruana de Lucha Amateur.
- Federación Peruana de Motociclismo.
- Federación Peruana de Motonáutica.
- Federación Peruana de Muay Thai.
- Federación Peruana de Natación.
- Federación Peruana de Paleta Frontón.
- Federación Peruana de Pentatlón Moderno.
- Federación Peruana de Polo.
- Federación Peruana de Remo.
- Federación Peruana de Rugby.
- Federación Peruana de Salvamento Acuático.
- Federación Peruana de Sóftbol.
- Federación Peruana de Squash Racket.
- Federación Peruana de Tabla.
- Federación Peruana de Tae Kwon Do.
- Federación Peruana de Tenis.
- Federación Peruana de Tenis de Mesa.
- Federación Peruana de Tiro.
- Federación Peruana de Tiro con Arco.
- Federación Universitaria del Perú.
- Federación Peruana de Triatlón.
- Federación Peruana de Vela.
- Federación Peruana de Voleibol.

## Palmarés

### Ajedrez

#### Masculino
| Competición internacional                |          |          |  |
| ---------------------------------------- | -------- | -------- |  |
| Mundial de Ajedrez de la Juventud Sub-16 | 1 (2011) |          |  |
| Mundial Infantil Sub-14                  | 1 (1980) |          |  |
| Mundial de Ajedrez de la Juventud Sub-14 | 1 (2009) | 1 (2012) |  |

#### Femenino
| Competición internacional                |          |          |  |
| ---------------------------------------- | -------- | -------- |  |
| Mundial de Ajedrez de la Juventud Sub-20 | 1 (2011) |          |  |
| Mundial de Ajedrez de la Juventud Sub-18 |          | 1 (2010) |  |
| Mundial de Ajedrez de la Juventud Sub-16 | 1 (2009) |          |  |
| Mundial de Ajedrez Escolar Sub-15        | 1 (2008) |          |  |
| Mundial de Ajedrez Escolar Sub-11        |          | 1 (2011) |  |

### Atletismo

#### Masculino
| Competición internacional                            |          |  |  |
| ---------------------------------------------------- | -------- |  |  |
| Campeonato Mundial de Atletismo Juvenil (Salto Alto) | 1 (1998) |  |  |

#### Femenino
| Competición internacional       |          |  |  |
| ------------------------------- | -------- |  |  |
| Campeonato Mundial de Atletismo | 1 (2022) |  |  |

### Automovilismo
| Competición internacional           |          |  |  |
| ----------------------------------- | -------- |  |  |
| Campeonato Mundial de Rally (WRC 2) | 1 (2013) |  |  |

### Femenino
| Competición internacional           |          |  |  |
| ----------------------------------- | -------- |  |  |
| Campeonato Mundial de Parabádminton | 1 (2019) |  |  |

### Balonmano
| Competición internacional      |  |  |  | Cuarto lugar |
| ------------------------------ |  |  |  | ------------ |
| Campeonato Sudamericano sub-14 |  |  |  | 1 (2012)     |

### Básquetbol

#### Masculino
| Competición internacional             |                |                |                            |
| ------------------------------------- | -------------- | -------------- | -------------------------- |
| Campeonato Sudamericano de Baloncesto | 1 (1938)       | 2 (1941, 1969) | 4 (1943, 1966, 1968, 1973) |
| Juegos Bolivarianos                   | 2 (1951, 1965) | 1 (2013)       | 1 (2017)                   |

##### Maxibasket
| Competición internacional        |              |  |              |
| -------------------------------- | ------------ |  | ------------ |
| Campeonato Mundial de Maxibasket | 1 (1993 M40) |  | 1 (1995 M40) |

#### Femenino
| Competición internacional                      |                |                            |                                        |
| ---------------------------------------------- | -------------- | -------------------------- | -------------------------------------- |
| Campeonato Sudamericano de Baloncesto Femenino | 1 (1977)       | 4 (1972, 1981, 1986, 1989) | 6 (1948, 1950, 1960, 1965, 1967, 1984) |
| Juegos Sudamericanos                           | 1 (1982)       |                            |                                        |
| Juegos Bolivarianos                            | 2 (1961, 1981) |                            |                                        |

##### Maxibasket
| Competición internacional        |  |  |              |
| -------------------------------- |  |  | ------------ |
| Campeonato Mundial de Maxibasket |  |  | 1 (2019 M55) |

### Béisbol
| Competición internacional          |  |                       |                                                    |
| ---------------------------------- |  | --------------------- | -------------------------------------------------- |
| Campeonato Sudamericano de Béisbol |  | 3 (1957, 1959 y 1970) | 8 (1961, 1963, 1966, 1968, 1971, 2012, 2015, 2016) |
| Juegos Bolivarianos                |  |                       | 1 (1947)                                           |

### Billar
| Competición internacional    |                |  |  |
| ---------------------------- | -------------- |  |  |
| Campeonato Mundial de Billar | 2 (1961, 1985) |  |  |

### Bochas
Oswaldo Palomino Almeyda Vicecampeón Mundial Individual de Punto Raffa Volo 2019
Paloma Macedo Rodríguez y Erica Álvarez Cuya, Vicecampeonas Mundiales Juveniles 2023, modalidad parejas, realizado en Orán - Argelia.
Erica Álvarez Cuya medalla de bronce, modalidad Individual en el Mundial Juvenil 2023, realizado en Orán - Argelia

### Boxeo

#### Masculino (Campeones mundiales)
| Competición internacional                  |          |  |  |
| ------------------------------------------ | -------- |  |  |
| Campeonato Mundial de Boxeo AMB            | 1 (2014) |  |  |
| Campeonato Mundial de Boxeo AMB (Interino) | 1 (2015) |  |  |

- Carlos Mina Zambrano
- Alberto Rossel

#### Femenino (Campeonas mundiales)
| Competición internacional         |                     |  |  |
| --------------------------------- | ------------------- |  |  |
| Campeonato Mundial de Boxeo (AMB) | 2 (2009, 2014-2017) |  |  |

- Kina Malpartida
- Linda Lecca

### Ciclismo
| Competición internacional          |          |  |  |
| ---------------------------------- | -------- |  |  |
| Campeonato Mundial de Paraciclismo | 1 (2015) |  |  |

### Esquí Acuático
| Competición internacional                     |          |  |  |
| --------------------------------------------- | -------- |  |  |
| Campeonato Mundial de Esquí Acuático (Sub-21) | 1 (2011) |  |  |

### Fútbol

#### Masculino
| Competición internacional              |                                   |          |                                                     | Cuarto lugar                              |
| -------------------------------------- | --------------------------------- | -------- | --------------------------------------------------- | ----------------------------------------- |
| Copa América                           | 2 (1939 y 1975)                   | 1 (2019) | 8 (1927, 1935, 1949, 1955, 1979, 1983, 2011 y 2015) | 6 (1929, 1941, 1957, 1959-I, 1997 y 2021) |
| Campeonato Panamericano de Fútbol      |                                   |          |                                                     | 2 (1952 y 1956)                           |
| 'Copa Oro'                             |                                   |          |                                                     | 1 (2000)                                  |
| Juegos Bolivarianos*                   | 5 (1938, 1947, 1961, 1973 y 1981) |          | 2 (1951 y 1977)                                     |                                           |
| Torneo Preolímpico Sudamericano Sub-23 |                                   | 1 (1960) | 2 (1964 y 1980)                                     | 1 (1972)                                  |
| Juegos Suramericanos                   | 1 (1990)                          |          | 1 (1982)                                            |                                           |
| Juegos Bolivarianos                    |                                   |          | 1 (1985)                                            |                                           |
| Campeonato Sudamericano Sub-20         |                                   |          |                                                     | 5 (1954, 1958, 1967, 1971 y 1975)         |
| Juegos Bolivarianos                    | 1 (2001)                          | 1 (1997) | 1 (2013)                                            |                                           |
| Juegos Suramericanos                   |                                   |          | 1 (1994)                                            |                                           |
| Campeonato Sudamericano Sub-17         |                                   |          |                                                     | 1 (2007)                                  |
| 'Juegos Olímpicos de la Juventud'      | 1 (2014)                          |          |                                                     |                                           |
| 'Campeonato Sudamericano Sub-15'       | 1 (2013)                          |          |                                                     | 1 (2017)                                  |
| Copa Mundial IFA7                      | 1 (2022)                          |          |                                                     |                                           |
| Copa América IFA7                      | 1 (2016)                          |          |                                                     |                                           |
| Copa América FIF7                      |                                   | 1 (2018) |                                                     |                                           |

* Es la selección que más títulos posee en esta competición.

#### Femenino
| Competición internacional              |          |          |          | Cuarto lugar    |
| -------------------------------------- | -------- | -------- | -------- | --------------- |
| Copa América                           |          |          | 1 (1998) | 1 (2003)        |
| Juegos Bolivarianos                    | 1 (2005) |          |          | 2 (1952 y 1956) |
| Sudamericano Sub-20                    |          |          |          | 1 (2006)        |
| Copa América Femenina de Futsal        |          |          | 1 (2009) |                 |
| Copa Mundial Femenina de Fútbol 7 IFA7 | 1 (2022) |          |          |                 |
| Copa América Femenina de Fútbol 7 FIF7 | 1 (2018) |          |          |                 |
| Copa Mundial de Fútbol Calle           |          | 1 (2019) |          |                 |

### Golf

#### Femenino
| Competición internacional  |          |  |  |
| -------------------------- | -------- |  |  |
| Campeonato Mundial en Golf | 1 (1985) |  |  |

### Karate

#### Masculino
| Competición internacional           |          |  |  |
| ----------------------------------- | -------- |  |  |
| Campeonato Mundial de Karate (WSKA) | 1 (2010) |  |  |

#### Femenino
| Competición internacional           |          |  |  |
| ----------------------------------- | -------- |  |  |
| Campeonato Mundial de Karate Kumite | 1 (2017) |  |  |

### Kick Boxing

#### Masculino
| Competición internacional                        |          |  |  |
| ------------------------------------------------ | -------- |  |  |
| Campeonato Mundial de Kick Boxing (Súper Welter) | 1 (2012) |  |  |

#### Femenino
| Competición internacional              |                      |  |  |
| -------------------------------------- | -------------------- |  |  |
| Campeonato Mundial de Kick Boxing      | 3 (2010, 2012, 2014) |  |  |
| Campeonato Mundial de UFC (Peso mosca) | 1 (2018-2022)        |  |  |

### Kung Fu

#### Masculino
| Competición internacional                 |          |  |  |
| ----------------------------------------- | -------- |  |  |
| Campeonato Mundial de Kung Fu (Sub 15-17) | 1 (2019) |  |  |

#### Femenino
| Competición internacional                 |          |  |  |
| ----------------------------------------- | -------- |  |  |
| Campeonato Mundial de Kung Fu (Sub 15-17) | 1 (2019) |  |  |

### Levantamiento de Pesas

#### Femenino
| Competición internacional                          |          |  |  |
| -------------------------------------------------- | -------- |  |  |
| Campeonato Mundial Levantamiento de Pesas (Sub-17) | 1 (2020) |  |  |

### Lucha
| Competición internacional                    |                |  |  |
| -------------------------------------------- | -------------- |  |  |
| Campeonato Mundial de Lucha de Menores       | 1 (1973)       |  |  |
| Campeonato Mundial Infantil de Lucha         | 2 (1974, 1975) |  |  |
| Campeonato Mundial de Lucha Amateur Infantil | 1 (1978)       |  |  |

### Femenino
| Competición internacional                                |                |  |  |
| -------------------------------------------------------- | -------------- |  |  |
| Campeonato Mundial de Motonáutica Amateur Runabout Stock | 1 (2014)       |  |  |
| Campeonato Mundial de Motonáutica Runabout               | 2 (2014, 2015) |  |  |

### Muay Thai

#### Masculino
| Competición internacional              |          |  |  |
| -------------------------------------- | -------- |  |  |
| Campeonato Mundial de Muay Thai (IFMA) | 1 (2017) |  |  |
| Campeonato Mundial de Muay Thai        | 1 (2019) |  |  |

#### Femenino
| Competición internacional       |                            |  |  |
| ------------------------------- | -------------------------- |  |  |
| Campeonato Mundial de Muay Thai | 4 (2009, 2010, 2012, 2019) |  |  |

### Natación

#### Masculino
| Competición internacional                             |                |  |  |
| ----------------------------------------------------- | -------------- |  |  |
| Campeonato Mundial de Natación                        | 1 (1939)       |  |  |
| Campeonato Mundial de Natación en aguas abiertas      | 2 (1952, 1958) |  |  |
| Campeonato Paralímpico de Natación (50 metros libres) | 2 (1996, 2000) |  |  |

#### Femenino
| Competición internacional      |          |  |  |
| ------------------------------ | -------- |  |  |
| Campeonato Mundial de Natación | 1 (1976) |  |  |

### Remo
| Competición internacional  |          |  |  |
| -------------------------- | -------- |  |  |
| Campeonato Mundial de Remo | 1 (2018) |  |  |

### Rugby
| Competición internacional       |                |                            |                                                          | Cuarto lugar         |
| ------------------------------- | -------------- | -------------------------- | -------------------------------------------------------- | -------------------- |
| Sudamericano de Rugby A         |                |                            |                                                          | 1 (1958)             |
| Sudamericano de Rugby B         | 2 (2010, 2018) | 4 (2002, 2007, 2011, 2015) | 9 (2000, 2001, 2004, 2005, 2009, 2013, 2014, 2016, 2017) | 3 (2003, 2006, 2012) |
| Sudamericano Juvenil B de Rugby | 1 (2018)       |                            |                                                          |                      |
| Circuito Sudamericano de Seven  |                | 1 (2016-2017)              |                                                          |                      |
| Rainforest Rugby Sevens         | 1 (2014)       |                            |                                                          |                      |
| Juegos Suramericanos de Playa   |                |                            | 1 (2011)                                                 |                      |
| Juegos Bolivarianos de Playa    | 1 (2014)       |                            | 1 (2012)                                                 |                      |

### Sóftbol

#### Femenino
| Competición internacional      |                |  |                |
| ------------------------------ | -------------- |  | -------------- |
| Juegos Bolivarianos            |                |  | 2 (1997, 2009) |
| Campeonato Sudamericano Sub-15 | 2 (2019, 2021) |  |                |

### Squash Racket
| Competición internacional            |                |  |  |
| ------------------------------------ | -------------- |  |  |
| Campeonato Mundial de Squash Juvenil | 2 (2014, 2015) |  |  |

### Surf

#### Masculino
| Competición internacional                             |                      |  |  |
| ----------------------------------------------------- | -------------------- |  |  |
| Campeonato Mundial de Tabla Hawaina                   | 1 (1965)             |  |  |
| Campeonato Mundial Máster de Tabla (ISA)              | 1 (2007)             |  |  |
| Campeonato Mundial de Tabla Bodyboard                 | 1 (2010)             |  |  |
| Campeonato Mundial de Surf (ISA World Surfing)        | 3 (2010, 2014, 2016) |  |  |
| Campeonato Mundial de Surf (WSL)                      | 2 (2013, 2015)       |  |  |
| Campeonato Mundial de Surf (ISA)                      | 1 (2019)             |  |  |
| Campeonato Mundial de Surf (ISA World Surfing Junior) | 1 (2011)             |  |  |
| Campeonato Mundial de Tabla (ISA Junior)              | 1 (2011)             |  |  |
| Campeonato Mundial de Windsurf (Senior)               | 2 (2008, 2009)       |  |  |
| Campeonato Mundial de Windsurf (Sub-17)               | 1 (2009)             |  |  |

#### Femenino
| Competición internacional                             |                      |  |  |
| ----------------------------------------------------- | -------------------- |  |  |
| Campeonato Mundial de Tabla (ISA)                     | 1 (2004, 2019)       |  |  |
| Campeonato Mundial de Tabla (ASP/WSL)                 | 1 (2004)             |  |  |
| Campeonato Mundial de Surf (ISA World Surfing)        | 3 (2010, 2014, 2016) |  |  |
| Campeonato Mundial de Surf (ISA World Surfing Junior) | 1 (2011)             |  |  |
| Campeonato Mundial de Tabla (ISA Junior)              | 1 (2014)             |  |  |

### Tae Kwon Do

#### Femenino
| Competición internacional        |          |  |  |
| -------------------------------- | -------- |  |  |
| Juegos Parolímpicos de Taekwondo | 1 (2020) |  |  |

### Tenis
| Competición internacional |          |  |  |
| ------------------------- | -------- |  |  |
| Roland Garros (Dobles)    | 1 (2008) |  |  |

### Tenis de Mesa

#### Femenino
| Competición internacional               |          |  |  |
| --------------------------------------- | -------- |  |  |
| Campeonato Paralímpico en Tenis de Mesa | 1 (1976) |  |  |

### Tiro
| Competición internacional  |                      |                |                      |
| -------------------------- | -------------------- | -------------- | -------------------- |
| Juegos Olímpicos           | 1 (1948)             | 2 (1984; 1992) |                      |
| Campeonato Mundial de Tiro | 3 (1954; 1976; 2013) | 1 (2013)       | 1 (1997)             |
| Copa Mundial de Tiro       | 1 (2022)             |                | 3 (1986; 1988; 2022) |

### Vela
| Competición internacional          |                                  |  |          |
| ---------------------------------- | -------------------------------- |  | -------- |
| Juegos Olímpicos                   |                                  |  | 1 (2024) |
| Campeonato Mundial de Vela         | 4 (1997, 1998, 1999, 2009)       |  |          |
| Campeonato Mundial de Vela Sunfish | 5 (2012, 2013, 2015, 2016, 2018) |  |          |

### Voleibol

#### Masculino
| Competición internacional                            |  |                |                | Cuarto lugar                           |
| ---------------------------------------------------- |  | -------------- | -------------- | -------------------------------------- |
| Campeonato Sudamericano                              |  |                | 1 (1951)       | 6 (1956, 1961, 1977, 1989, 1991, 1997) |
| Juegos Suramericanos                                 |  |                | 2 (1982, 2022) | 1 (2014)                               |
| Juegos Bolivarianos                                  |  | 2 (1993, 2009) | 1 (2022)       | 1 (2013)                               |
| Campeonato Sudamericano de Voleibol Masculino Sub-21 |  |                | 1 (1978)       | 3 (1990, 1994, 2022)                   |

#### Femenino
| Competición internacional                            |                                                                             |                                                                       |                                                          |
| ---------------------------------------------------- | --------------------------------------------------------------------------- | --------------------------------------------------------------------- | -------------------------------------------------------- |
| Juegos Olímpicos                                     |                                                                             | 1 (1988)                                                              |                                                          |
| Campeonato Mundial de Voleibol Femenino              |                                                                             | 1 (1982)                                                              | 1 (1986)                                                 |
| Juegos Panamericanos                                 |                                                                             | 5 (1967, 1971, 1975, 1979, 1987)                                      | 3 (1959, 1983, 1991)                                     |
| Copa Panamericana de Voleibol Femenino               |                                                                             | 1 (2010)                                                              |                                                          |
| Campeonato Sudamericano de Voleibol Femenino         | 12 (1964, 1967, 1971, 1973, 1975, 1977, 1979, 1983, 1985, 1987, 1989, 1993) | 11 (1958, 1961, 1962, 1969, 1981, 1991, 1995, 1997, 2005, 2007, 2015) | 9 (1951, 1956, 1999, 2003, 2009, 2011, 2013, 2017, 2019) |
| Juegos Suramericanos                                 | 3 (1982, 2002, 2022)                                                        |                                                                       | 2 (2010, 2018)                                           |
| Juegos Bolivarianos                                  | 10 (1965, 1973, 1977, 1981, 1985, 1993, 1997, 2005, 2009, 2013)             | 1 (2017)                                                              | 1 (2022)                                                 |
| Copa Final Four de Voleibol Femenino                 |                                                                             | 1 (2010)                                                              |                                                          |
| Copa Panamericana de Voleibol Femenino Sub-23        |                                                                             | 1 (2018)                                                              |                                                          |
| Juegos Panamericanos Júnior                          |                                                                             | 1 (2021)                                                              |                                                          |
| Juegos Olímpicos de la Juventud                      |                                                                             |                                                                       | 1 (2010)                                                 |
| Campeonato Mundial de Voleibol Femenino Sub-20       |                                                                             | 1 (1981)                                                              |                                                          |
| Copa Panamericana de Voleibol Femenino Sub-20        | 1 (2011)                                                                    |                                                                       | 1 (2019)                                                 |
| Campeonato Sudamericano de Voleibol Femenino Juvenil | 4 (1980, 1982, 1986, 1988)                                                  | 9 (1972, 1974, 1976, 1978, 1984, 1990, 2010, 2012, 2014)              | 7 (1992, 1994, 1996, 1998, 2008, 2016, 2018)             |
| Copa Panamericana de Voleibol Femenino Sub-18        | 1 (2019)                                                                    |                                                                       |                                                          |
| Campeonato Sudamericano de Voleibol Femenino Sub-18  | 3 (1978, 1980, 2012)                                                        | 9 (1982, 1984, 1986, 1988, 1994, 2006, 2008, 2016, 2018)              | 7 (1990, 1992, 1996, 1998, 2000, 2010, 2014)             |
| Campeonato Sudamericano de Voleibol Femenino Sub-16  | 1 (2015)                                                                    | 3 (2011, 2017, 2019)                                                  | 1 (2013)                                                 |